# Амрі Вандель
Амрі Вандель (нар. 20 січня 1954, Ізраїль) — ізраїльський есперантист, професор астрофізики в Єврейському університеті в Єрусалимі і запрошений професор Каліфорнійського університету (Берклі). Автор наукової роботи, в якій розраховано мінімальну відстань від Землі до місця, де могла б теоретично існувати розвинена або примітивна позаземна цивілізація.
З 1990 по 1996 рік Вандель є президентом есперанто-ліги в Ізраїлі; він повторно зайняв цей пост у 2009 році і залишається на ньому до теперішнього часу. Крім того, з 1989 року працював як член комітету Всесвітньої есперанто-асоціації (Universala Esperanto-Asocio, UEA); зокрема, в період між 1995 і 1998 роками він був членом правління UEA, а потім ще двічі обирався на цей пост.

## Біографія
Амрі Вандель є фахівцем у галузі чорних дір та астробіології; він також є членом Міжнародного астрономічного союзу. Вандель отримав докторський ступінь з астрофізики в Стоуні-Брук (штат Нью-Йорк), читав лекції у Пристонському університеті, а потім — й у Стенфордському університеті. Сьогодні займає пост професора астрофізики в Єврейському університеті в Єрусалимі і є запрошеним професором в Каліфорнійському університеті (Берклі).
У грудні 2014 року астрофізик Вандель, який працював на той час в Єврейському університеті в Єрусалимі, розрахував мінімальну відстань від Землі до місця, де могла б теоретично існувати позаземна цивілізація. На його думку, розвинена інопланетна цивілізація знаходиться від планети Земля на відстані близько декількох тисяч світлових років, а планета, на якій може існувати примітивне життя, віддалена на дистанцію всього близько десяти світлових років. До даних висновків Амрі Вандель прийшов, модифікувавши рівняння Дрейка — рівність, що дозволяє теоретично розрахувати число позаземних цивілізацій, використовуючи, зокрема, інформацію про кількість зірок і планет в їхніх системах, а також завдяки розрахунку ймовірності виникнення примітивної і розумної форм життя. На думку вченого, пошук розумного життя сьогодні обмежений занадто великим часом поширення сигналу між іншою цивілізацією, якщо вона існує, і Землею. А. Вандель також запропонував і практичні кроки до виявлення інших світів: зокрема, моніторинг у рамках програми SETI (Search for Extraterrestrial Intelligence).

### Спільнота есперанто
Амрі Вандель розпочав активну діяльність у молодіжному есперанто-русі Ізраїлю ще в 1970-ті роки. У 1977 році він був членом ради Всесвітньої молодіжної організації есперантистів (Tutmonda Esperantista Junulara Organizo, TEJO), а потім — з 1981 по 1983 рік — займав посаду президента цієї ліги, до того ж, бувши її почесним президентом. З 1990 по 1996 рік Вандель був президентом есперанто-ліги в Ізраїлі; він повторно зайняв цей пост у 2009 році та залишається на ньому до теперішнього часу. Крім того, з 1989 року він працював як член комітету Всесвітньої есперанто-асоціації (Universala Esperanto-Asocio, UEA): в період між 1995 і 1998 роками він був членом правління UEA, а потім, уже в XXI столітті, ще двічі обирався на цей пост (в період 2004—2007 та 2010—2013 років).
З 2007 року Вандель працював секретарем Міжнародного конгресного університету (Internacia Kongresa Universitato, IKU) — ряду спеціалізованих лекцій, які щорічно проходять під час Всесвітнього конгресу есперантистів (Universala Kongreso de Esperanto, UK). Амрі є засновником і директором Міжнародного зимового університету (Internacia Vintra Universitato, IVU) — серії спеціалізованих лекцій, присвячених есперанто, які проходять щороку під час проведення Міжнародного передріздвяного фестивалю в Німеччині.
Амрі Вандель також працював і в національних організаціях, пов'язаних з есперанто: був активним організатором і президентом місцевого організаційного комітету Конгресу в Тель-Авіві в 2000 році, а також з 2008 року працював редактором журналу «Ізраїльський есперантист» (Israela Esperantisto, івр. האספרנטיסט הישראלי) — основного друкованого видання есперанто-ліги в Ізраїлі, яке регулярно виходить друком, починаючи з 1959 року.
Крім того, Амрі Вандель з 1992 року є членом Академії есперанто, а з 2016 року — президентом Міжнародної академії наук Сан-Марино, міжнародної науково-освітньої організації зі штаб-квартирою в словацькому місті Комарно, до складу робочих мов якої, крім німецької, англійської, французької та італійської, входить й есперанто.
У 2007 році в «Парку Миру», розташованому в польському Мальборку, Вандель посадив кедр на честь свого батька, який народився в сусідньому місті Скурч — на церемонії були присутні мери міст Мальборк і Скурч.

## Наукові роботи
Роботи Амрі Ванделя вельми різноманітні: вони включають в себе як дитячі книги, найчастіше перекладені «з» і «на» іврит, а також збірки пісень, так і базові підручники з астрономії та астробіології. Крім того, Вандель є автором відеокурсів з астрономії та астрофізики Університету есперанто.